# ジロ・デ・イタリア 1914
ジロ・デ・イタリア 1914は、自転車競技のロードレース大会であるジロ・デ・イタリアの6回目のレース。1914年5月24日から6月7日まで行なわれた。全8区間。全行程3162km。当大会の後、第一次世界大戦の影響により、1919年まで開催は中断。また、81選手が参加したが、完走したのは8選手だった。

## 総合成績
|    | 選手名                       | 国籍         | 時間             |
| -- | ---------------------------- | ------------ | ---------------- |
| 1. | アルフォンソ・カルツォラーリ | イタリア王国 | 135時間17分56秒  |
| 2. | ピエリーノ・アルビーニ       | イタリア王国 | + 1時間57分26秒  |
| 3. | ルイジ・ルーコッティ         | イタリア王国 | + 2時間04分23秒  |
| 4. | クレメンテ・カネパーリ       | イタリア王国 | + 3時間01分12秒  |
| 5. | エンリコ・サーラ             | イタリア王国 | + 3時間59分45秒  |
| 6. | カルロ・ドゥーランド         | イタリア王国 | + 5時間12分22秒  |
| 7. | オッタヴィオ・プラテージ     | イタリア王国 | + 7時間20分58秒  |
| 8. | ウンベルト・リパーモンティ   | イタリア王国 | + 17時間21分08秒 |

## 総合首位
| 選手名                       | 国籍         | 首位区間         |
| ---------------------------- | ------------ | ---------------- |
| アンジェロ・グレーモ         | イタリア     | 第1              |
| アルフォンソ・カルツォラーリ | イタリア王国 | 第2-第4、第6-第8 |
| ジュゼッペ・アッツィーニ     | イタリア王国 | 第5              |